# 中津 (大阪市)
中津（なかつ）は、大阪府大阪市北区の町名。または、同区大深町の北西部、同区大淀北の淀川河川敷、淀川区新北野なども含んでいた、旧：西成郡中津町に該当する地域名。現行行政地名は中津一丁目から中津七丁目。

## 地理
町名としては、大阪市北区中津一丁目から中津七丁目まである。東西約1.5km、南北約1kmの地域で、淀川の南側に沿うような形で位置している。2005年の国勢調査によると、人口は9,486人。
淀川を挟んだ北側には十三東、新北野、木川西、木川東、東は豊崎、西は大淀北、大淀中、南は大深町、芝田に囲まれた地域である。
梅田から北へ0.5Kmほどという地理条件から、梅田に連なるオフィス街となっている。また近年では住民の都心回帰傾向がみられることに伴い、地下鉄中津駅周辺を中心に超高層マンションが増加している。
アクセントは「なかつ」の「な」に置かれる。

### 河川
- 淀川

## 歴史
この地にはかつて、旧淀川の支流のひとつ、中津川が流れていた。中津川は細い川の上に蛇行して流れていたため、しばしば洪水を起こしていた。記録によると、平均して10年に一度の割合で洪水に見舞われていた。正保 - 慶安年間に西成郡小島村（のちの十三東之町）で中津川改修工事が行われ、のちに中津村の一部となる小島新田・小島古堤新田が旧河道に誕生した。
1889年4月1日の町村制施行により、西成郡下三番村・光立寺村・小島新田・小島古堤新田・成小路村が合併して中津村が発足。村名は中津川の左岸に位置していたことによる。
1898年から1910年にかけて、おおむね中津川の流路に沿って淀川放水路（新淀川。現在の淀川）を開削する淀川改修工事が行われた。このため、中津川は新淀川の流路の一部ないしは河川敷に転用されて現存しない。また、新淀川の開削によって、中津村では大字小島新田・小島古堤新田のそれぞれ大半が河川敷となり、新淀川の右岸に位置するようになった成小路が左岸の下三番・光立寺と分断されるようになった。
中津村は1911年2月1日に町制を施行して中津町となったのち、1925年4月1日に大阪市へ編入され、新設の東淀川区に属した。
光立寺村に皮多村が存在しており、絵地図に「光立寺村ノ内皮多」と記されている。1953年2月、大阪市同和事業促進協議会ができた時、中津地区はいち早く加入した。当時は131世帯、590名の部落であると報告され、位置は中津本通の一部、中津浜通2 - 3丁目の一部である。

### 大字・町名の変遷
- 1910年 小島古堤新田を小島古堤に改称。
- 1925年4月1日 大阪市編入と同時に、下三番が中津町、光立寺が中津本町、小島新田が新島町、小島古堤が古島町、成小路が十三南之町に改称。
- 1927年 中津町・中津本町を中津南通・中津本通・中津浜通に改編。
- 1931年 新島町・古島町を十三東之町に編入。
- 1943年4月1日 中津南通・中津本通・中津浜通が新設の大淀区へ転属。北区との境界変更により、中津南通の一部が北区に含まれる。
- 1944年 北区中津南通を大深町に編入。
- 1974年7月22日 十三南之町が現行住居表示「新北野」に改編されて新設の淀川区へ転属。
- 1977年 中津南通・中津本通・中津浜通を現行住居表示「中津」に改編。
- 1989年2月13日 北区と大淀区の合区により、中津が北区へ転属。

## 世帯数と人口
2019年（平成31年）3月31日現在の世帯数と人口は以下の通りである。
| 丁目       | 世帯数    | 人口     |
| ---------- | --------- | -------- |
| 中津一丁目 | 813世帯   | 1,281人  |
| 中津二丁目 | 1,693世帯 | 2,901人  |
| 中津三丁目 | 2,090世帯 | 3,739人  |
| 中津四丁目 | 452世帯   | 660人    |
| 中津五丁目 | 333世帯   | 559人    |
| 中津六丁目 | 1,010世帯 | 1,408人  |
| 中津七丁目 | 498世帯   | 741人    |
| 計         | 6,889世帯 | 11,289人 |

### 人口の変遷
国勢調査による人口の推移。
| 1995年（平成7年）  | 8,861人  | [ 7 ]  |  |
| 2000年（平成12年） | 8,462人  | [ 8 ]  |  |
| 2005年（平成17年） | 9,480人  | [ 9 ]  |  |
| 2010年（平成22年） | 9,494人  | [ 10 ] |  |
| 2015年（平成27年） | 10,834人 | [ 11 ] |  |

### 世帯数の変遷
国勢調査による世帯数の推移。
| 1995年（平成7年）  | 3,877世帯 | [ 7 ]  |  |
| 2000年（平成12年） | 4,082世帯 | [ 8 ]  |  |
| 2005年（平成17年） | 4,888世帯 | [ 9 ]  |  |
| 2010年（平成22年） | 5,327世帯 | [ 10 ] |  |
| 2015年（平成27年） | 6,463世帯 | [ 11 ] |  |

## 学区
市立小・中学校に通う場合、学区は以下の通りとなる。北区内の全ての市立中学校と、大阪市内の小中一貫校が対象で学校選択が可能（抽選を実施）。
| 丁目       | 番   | 小学校             | 中学校             |
| ---------- | ---- | ------------------ | ------------------ |
| 中津一丁目 | 全域 | 大阪市立中津小学校 | 大阪市立大淀中学校 |
| 中津二丁目 | 全域 | 大阪市立中津小学校 | 大阪市立大淀中学校 |
| 中津三丁目 | 全域 | 大阪市立中津小学校 | 大阪市立大淀中学校 |
| 中津四丁目 | 全域 | 大阪市立中津小学校 | 大阪市立大淀中学校 |
| 中津五丁目 | 全域 | 大阪市立中津小学校 | 大阪市立大淀中学校 |
| 中津六丁目 | 全域 | 大阪市立中津小学校 | 大阪市立大淀中学校 |
| 中津七丁目 | 全域 | 大阪市立中津小学校 | 大阪市立大淀中学校 |

## 事業所
2016年（平成28年）現在の経済センサス調査による事業所数と従業員数は以下の通りである。
| 丁目       | 事業所数  | 従業員数 |
| ---------- | --------- | -------- |
| 中津一丁目 | 343事業所 | 3,066人  |
| 中津二丁目 | 49事業所  | 613人    |
| 中津三丁目 | 193事業所 | 976人    |
| 中津四丁目 | 34事業所  | 277人    |
| 中津五丁目 | 45事業所  | 785人    |
| 中津六丁目 | 83事業所  | 1,224人  |
| 中津七丁目 | 60事業所  | 530人    |
| 計         | 807事業所 | 7,471人  |

## 施設

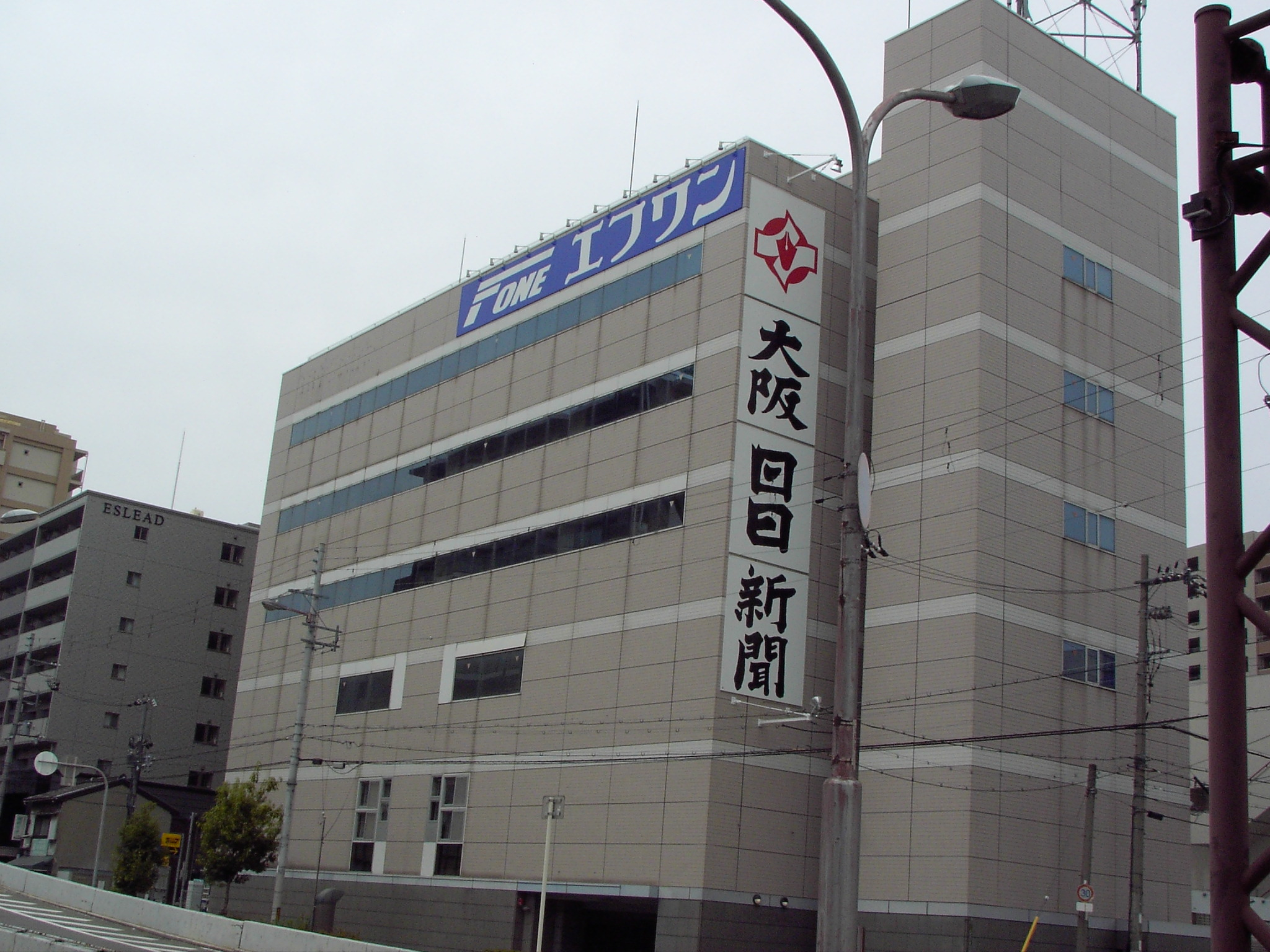
大阪日日新聞（新日本海新聞社大阪本社）

### 公共施設
- 十三大橋 - 国道176号に架かり、対岸の十三とを結んでいる。
- 大阪市立中津小学校
- 大阪府立中津支援学校
- 大阪府済生会中津病院
- 大阪府警大淀警察署
- 大淀税務署
- 大阪府食肉生活衛生同業組合 - 設立は1959年1月26日[14]。

### 教育機関
- 長尾谷高等学校梅田校

### 公園
- 中津公園
- 中津中央公園

### 社寺・史跡
- 富島神社

### 企業
- 大阪シティバス中津営業所
- 阪急観光バス本社・車庫
- 新日本海新聞社大阪本社（大阪日日新聞） - 2014年4月14日に中央区博労町から移転。
  - エフワン本社
  - グッドヒル大阪支店

### その他
- 南蛮文化館 - 中津一帯の地主だった北村家の当主が40歳のころから南蛮美術品の収集を始め、1968年に現地に開館した[15]。
- 中津商店街

### かつて存在した施設
- 大阪市立中津南小学校 - 2010年3月31日に閉校
- ダイエー - かつて本社を置いていた（後に吹田市の江坂駅前へ移転、現在の本社は東京都江東区東陽）
- ダスキン - かつて本社を置いていた（現在の本社は吹田市豊津町）

## 交通

### 鉄道
阪急電鉄が地域のやや西よりを南北方向に通過している。中津には阪急電鉄の中津駅があり、神戸線の普通電車と宝塚線の準急・普通電車が停車する。ただし、京都線については中津駅にホームがないために全列車が通過する。
また、阪急中津駅から東に500mほど離れた場所に大阪市高速電気軌道 (Osaka Metro) 御堂筋線の中津駅もある。Osaka Metro御堂筋線は地域の南端を沿うように南から北東に走り、梅田・難波・新大阪などへは乗り換えなしで行くことができる。
- 阪急電鉄 中津駅
- Osaka Metro御堂筋線 中津駅

### 道路
国道176号が阪急電鉄の線路と並行する形で、地域の西よりを南北方向に走る。国道176号は大阪駅方面から十三大橋を渡って十三方面へと延びている。また地域の東側（厳密には中津ではなく豊崎7丁目になる）では新御堂筋が南北方向に通っている。
国道
- 国道176号（十三筋）
- 国道423号（新御堂筋）

主要地方道
- 大阪府道・兵庫県道41号大阪伊丹線（なにわ筋）

### 路線バス
バス路線は大まかに分類すると、いずれも大阪駅前（梅田）を起点とした、国道176号経由の系統と、地下鉄中津駅経由の系統の2系統が走っている。前者の系統は大阪シティバスと阪急バスがそれぞれ運行し、後者の系統は大阪シティバスが運行している。また、廃線された路面電車の阪神北大阪線を引き継ぐ、阪神バスの北大阪線が野田阪神と中津、天六を結ぶ。
大阪シティバス
- 済生会病院前
- 中津6丁目
- 地下鉄中津
- 中津（58号系統のみ停車）

阪急バス
- 済生会病院前
- 中津6丁目

阪神バス
- 中津
- 中津六丁目

## 出身・ゆかりのある人物

### 政治
- 土田伊右衛門（地主・家主、中津町長、大阪府会議員、大阪市会議員）

### 経済
- 海野梅三郎（金融業）
- 海野源蔵（地主・家主、土地家屋賃貸業、金融業、大阪府多額納税者）
- 海野源太郎（地主・家主、金融業、大阪府多額納税者）
- 海野八郎（地主・家主、幼稚園経営者）
- 許永中（実業家） - イトマン事件で知られる。
- 北村源助（地主・家主、大阪府多額納税者）
- 北村芳郎（南蛮文化館創設者）
- 菅本三右衛門（農業、金融業、資産家、大阪府多額納税者）[16] - 大阪府多額納税者で、金融業者の菅本幾久馬や医師・菅本一之の養父[16]。菅本合資会社代表社員の菅本三次郎の祖父[16]。

### 芸術・文化
- 佐伯祐三（洋画家）- 生家は光徳寺である。
- 森本薫（劇作家）

### 居住者
- 荘司市太郎（工学博士、大阪工業試験所長）- かつて中津本町[17]、中津浜通5丁目[18]に居住していた。

## その他

### 日本郵便
- 〒531-0071[3]（集配局：大阪北郵便局[19]）